# Hookeriopsis staudtii
Hookeriopsis staudtii är en bladmossart som beskrevs av Brotherus 1907. Hookeriopsis staudtii ingår i släktet Hookeriopsis och familjen Hookeriaceae. Inga underarter finns listade i Catalogue of Life.